# Mean Girls (comédie musicale)
Cet article concerne l'adaptation en comédie musicale du film de 2004. Pour l'adaptation en film du spectacle, voir Mean Girls : Lolita malgré moi. Pour le film original, voir Lolita malgré moi.
Mean Girls, parfois surnommée Mean Girls: The Musical, est une comédie musicale américaine écrite par Tina Fey et jouée à l'origine entre le 8 avril 2018 et le 11 mars 2020 au August Wilson Theatre à Broadway.
C'est une adaptation du film Lolita malgré moi, réalisé par Mark Waters en 2004. Tina Fey était également à l'origine du film dont elle s'occupait du scénario, inspiré du livre de développement personnel Queen Bees and Wannabes de Rosalind Wiseman.
Quelques représentations tests ont été organisées au National Theatre de Washington à partir du 31 octobre 2017 puis la troupe s'est installée à Broadway pour plusieurs prestations en avant-premières à partir du 12 mars 2018. Elle est officiellement lancée dans sa version originale à partir du 8 avril 2018. Après presque trois ans à l'affiche, le spectacle s'arrête le 11 mars 2020 à cause de la pandémie de Covid-19.
Lors de son lancement, le spectacle reçoit des critiques positives et obtient des nominations pour plusieurs récompenses, notamment pour le prix de la meilleure comédie musicale lors des Tony Awards de 2018.
Une adaptation cinématographique, intitulée Mean Girls : Lolita malgré moi, est sortie en 2024.

## Synopsis
Après avoir vécu toute son enfance en Afrique, Cady Heron emménage aux États-Unis. Ses parents sont zoologistes et elle a jusque-là vécu avec eux au contact des animaux sauvages et suivant des cours par correspondance.
Cady n'a alors jamais fréquenté de lycée et le premier contact est difficile. Les premiers lycéens qui l'adoptent comme amie, Damian et Janis, sont eux-mêmes des marginaux parce que Damian est homosexuel et que Janis a la réputation de l'être. Cady fait ensuite la connaissance des « Plastiques » : Regina George, la meneuse, Gretchen Wieners, la sous-fifre, et Karen Smith, la simplette. Ces trois adolescentes snobs et populaires invitent Cady à rejoindre leur groupe, où seules comptent l'attitude de fashion victim et une répartie cinglante. Au début, Cady est réticente à accepter les codes vestimentaires ritualisés et la médisance, mais Damian et Janis la convainquent de se prêter au jeu pour découvrir leurs secrets.

## Genèse

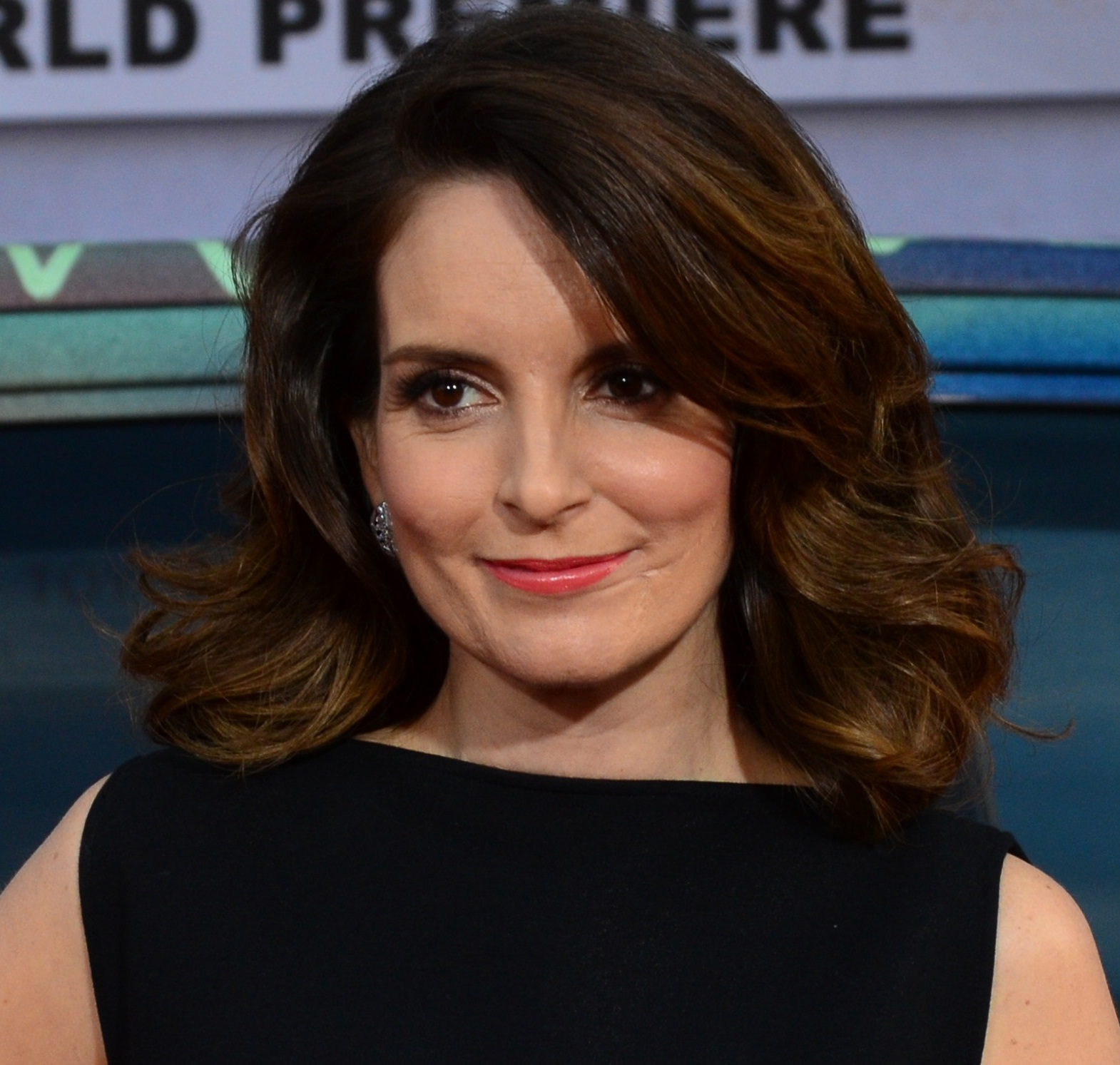
Tina Fey, scénariste du film mais également du livret de la comédie musicale.

En 2013, Tina Fey confirme qu'elle travaille sur une adaptation en comédie musicale du film. Tina Fey rédige le livret et la musique est composée par son mari, Jeff Richmond. Le studio Paramount Pictures, a qui appartient les droits du film, soutient et accepte de produire le projet.
Le 3 octobre 2016, journée considérée comme celle du film à la suite de l'une de ces répliques, le projet est officialisé et il est annoncé que, avant de s'installer à Broadway, des représentations tests auront lieu au National Theatre à Washington.

## Productions

### Originale

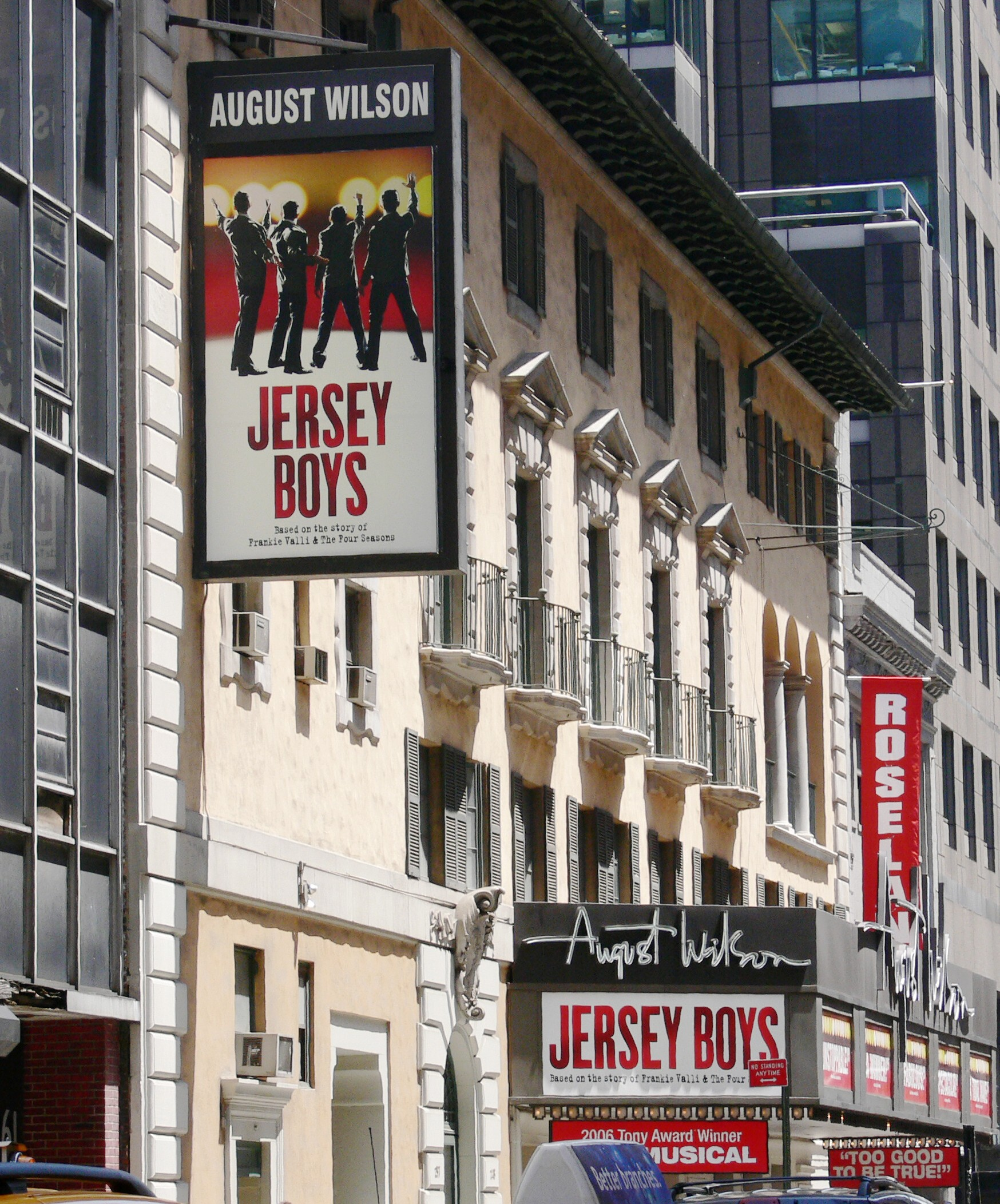
Façade du August Wilson Theatre à Broadway, où le spectacle est produit.

La troupe originale du spectacle est composée notamment d'Erika Henningsen dans le rôle de Cady et Taylor Louderman, Ashley Park et Kate Rockwell dans celui des Plastiques. Le spectacle est réalisé et chorégraphié par Casey Nicholaw, notamment connu pour son travail sur The Book of Mormon, l'un des grands succès du Broadway dit moderne.
Après des représentations tests à Washington, qui se sont officiellement terminées le 3 décembre 2017, le spectacle s'est installé au August Wilson Theatre à Broadway pour des représentations avant-premières à partir du 12 mars 2018. Il officiellement été inauguré le 8 avril 2018.
Le 3 octobre 2018, l'État de New York déclare officiellement que dans tous l'État, la journée du 3 octobre sera celle du film dont la comédie musicale est adaptée. Une cérémonie d'inauguration est alors organisée avant le dernier spectacle de la journée avec la participation de la troupe. Pour la journée, un panneau West Fetch Street est installé en face du théâtre, également inauguré par la troupe du spectacle.
Après les départs de Kerry Butler, Ashley Park puis Taylor Louderman en 2019, une grande partie du reste de la distribution originale du spectacle annonce son départ en février 2020. Le spectacle est relancé le mois suivant avec une troupe presque entièrement renouvelée, et quelques légères modifications.
Le lendemain de la première représentation avec la nouvelle troupe en mars 2020, l'ensemble des théâtres de Broadway annoncent leurs fermetures en raison de la pandémie de Covid-19. Il était prévu que le spectacle reprenne lors de la réouverture des théâtres dans le courant de l'année 2021. Néanmoins, en janvier 2021, la production annonce l'arrêt du spectacle, qui aura donc joué sa dernière performance le 11 mars 2020.

### Tournée nord-américaine

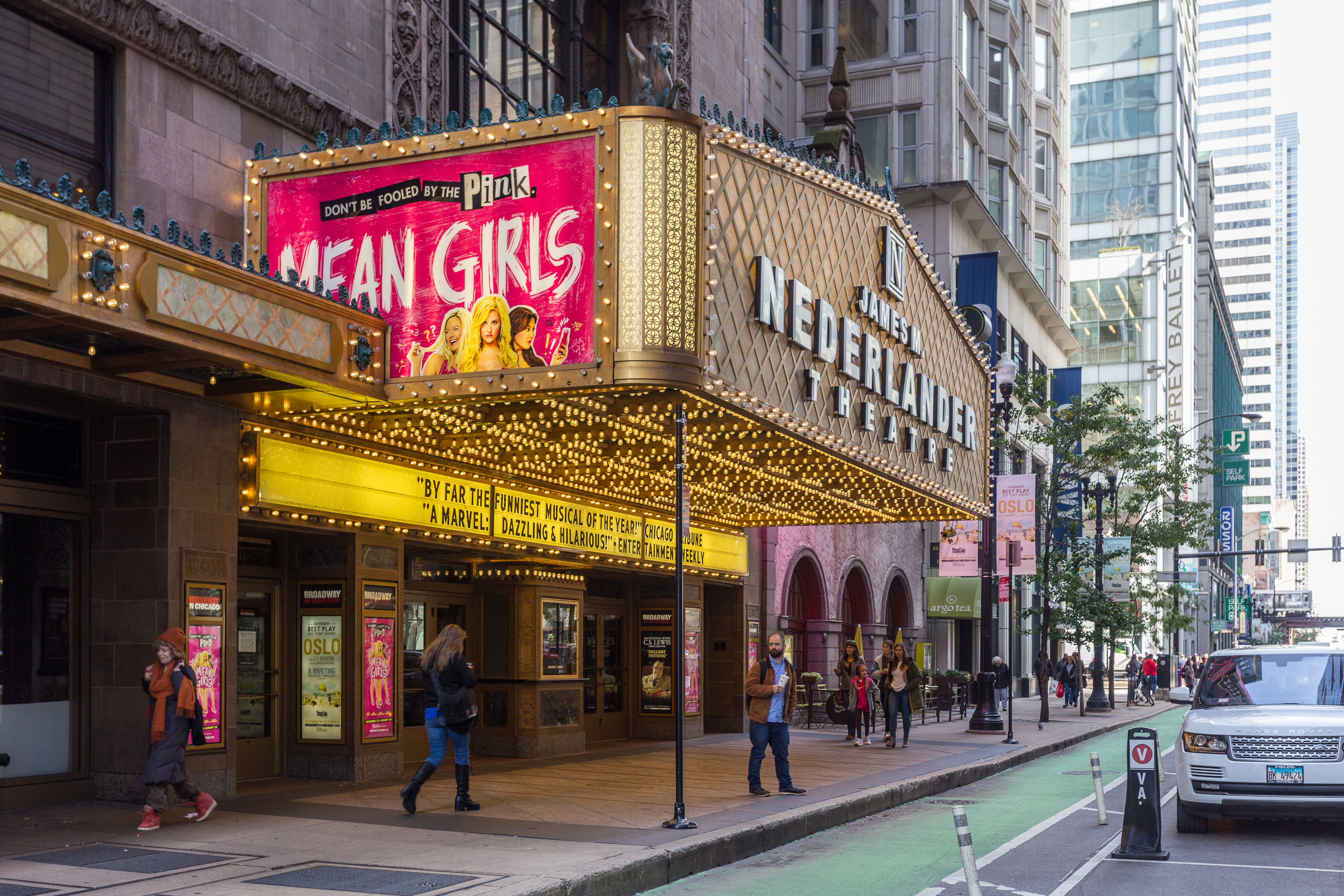
Façade du James M. Nederlander Theatre à Chicago, lors du passage du spectacle en octobre 2019 dans le cadre de la tournée.

En 2018, la production annonce que parallèlement aux représentations du spectacle à Broadway, une seconde troupe présentera le spectacle en tournée dans le pays. La distribution de cette seconde troupe est annoncée l'année suivante avec notamment Jonalyn Saxer, membre de l'ensemble et doublure sur le spectacle à Broadway, dans le rôle de Karen Smith.
La tournée débute le 21 septembre 2019 à Buffalo au Shea's Performing Arts Center. En mars 2020, la tournée est interrompue en raison de la pandémie de Covid-19. Lors de l'annonce de l'arrêt du spectacle à Broadway, l'équipe confirme néanmoins que la tournée est toujours maintenue et reprendra quand cela sera possible. Après cette interruption, la tournée se poursuit et se termine en mai 2023 à Fort Lauderdale.
Une seconde tournée, cette fois-ci avec une troupe non-equity (ce qui signifie composée d'acteurs non représentés par un syndicat professionnel et principalement débutants), débute en septembre 2023 à Syracuse.

### West End (Londres)
En 2020, il est dévoilé que le spectacle sera lancé en 2021 à West End avec une nouvelle troupe. Néanmoins, en raison de la pandémie de Covid-19, la version londonienne est reportée. En octobre 2023, il est confirmé que le spectacle sera lancé en juin 2024 au Savoy Theatre.

## Distribution originale

### Acteurs principaux
- Erika Henningsen : Cady Heron[13]
- Taylor Louderman (en) : Regina George
- Ashley Park : Gretchen Wieners
- Kate Rockwell : Karen Smith
- Barrett Wilbert Weed : Janis Sarkisian
- Grey Henson (en) : Damian Hubbard
- Kerry Butler (en) : Mme Heron / Mme Sharon Norbury / June George
- Kyle Selig : Aaron Samuels
- Cheech Manohar : Kevin Gnapoor
- Rick Younger (en) : principal Ron Duvall

### Ensemble
- Brendon Stimson : Mr Heron / Mike T.
- Kevin Csolak : Shane Oman
- Curtis Holland : Jason Wiens
- Jonalyn Saxer : Taylor Wedell
- Devon Hadsell : Caitlyn Caussin
- Nikhil Saboo : Marwan Jitla
- Stephanie Lynn Bissonette : Dawn Schweitzer
- Ben Cook : Tyler Kimble
- Kamille Upshaw : Rachel Hamilton
- Myles McHale : coach Carr / Glen Coco / le modérateur des Mathletes
- Riza Takahashi : Sophie Kawachi
- DeMarius R. Copes : Chris "LaBornski" Wiggins
- Gianna Yanelli : Sonja Aquino
- Zurin Villanueva : Grace Akinola
- Collins Conley : Lizzie Therman / Caroline Krafft

### Remplacements notables
- Pour Gretchen Wieners : Krystina Alabado (en) (mars 2019 à mars 2020)
- Pour Regina George : Reneé Rapp (juin 2019 ; septembre 2019 à mars 2020)
- Pour Mme Heron / Mme Sharon Norbury / June George : Jennifer Simard (en) (septembre 2018 à décembre 2019) et Catherine Brunell (en) (décembre 2019 à mars 2020)
- Pour Aaron Samuels : Cameron Dallas (janvier à février 2020)
- Pour Cady Heron : Sabrina Carpenter (11 mars 2020)[note 1],[14]

## Équipe créative originale
- Réalisateur et chorégraphie : Casey Nicholaw (en)
- Livret : Tina Fey
- Musique : Jeff Richmond
- Paroles : Nell Benjamin
- Décors : Scott Pask
- Costumes : Gregg Barnes
- Coiffures : Josh Marquette
- Maquillage : Milagros Medina-Cerdeira
- Lumière : Kenneth Posner
- Vidéo : Finn Ross et Adam Young
- Son : Brian Ronan
- Directeur musical : Mary-Mitchell Campbell
- Orchestration : John Clancy
- Arrangements : Glen Kelly

## Numéros musicaux

### Acte I
| N° | Titre original                                                                                                   | Personnages                                    |
| -- | --- | ---------------------------------------------- |
| 1  | A Cautionary Tale                                                                                                | Janis et Damian                                |
| 2  | It Roars | Cady et l'ensemble                             |
| 3  | It Roars (Reprise)                                                                                               | Cady et l'ensemble                             |
| 4  | Where Do You Belong?                                                                                             | Damian, Janis, Cady et l'ensemble              |
| 5  | Meet the Plastics                                                                                                | Regina, Gretchen, Karen, Janis, Damian et Cady |
| 6  | Stupid With Love                                                                                                 | Cady                                           |
| 7  | Apex Predator | Janis et Cady                                  |
| 8  | What’s Wrong with Me?                                                                                            | Gretchen                                       |
| 9  | Stupid With Love (Reprise)                                                                                       | Cady et Aaron                                  |
| 10 | Sexy | Karen et l'ensemble                            |
| 11 | Someone Gets Hurt                                                                                                | Regina, Aaron et l'ensemble                    |
| 12 | Revenge Party | Janis, Damian, Cady et l'ensemble              |
| 13 | Fearless | Cady, Gretchen, Karen et l'ensemble            |
| 14 | Someone Gets Hurt (Reprise) (Chanson retirée du spectacle en mars 2020 et dans la version présentée en tournée.) | Regina                                         |

### Acte II
| N° | Titre original                 | Personnages                                  |
| -- | ------------------------------ | -------------------------------------------- |
| 15 | A Cautionary Tale (Reprise)    | Janis et Damian                              |
| 16 | Stop                           | Damian, Karen et l'ensemble                  |
| 17 | What’s Wrong With Me (Reprise) | Gretchen et June                             |
| 18 | Whose House Is This?           | Kevin, Cady, Gretchen, Karen et l'ensemble   |
| 19 | More Is Better                 | Cady et Aaron                                |
| 20 | Someone Gets Hurt (Reprise 2)  | Janis et Damian                              |
| 21 | World Burn                     | Regina et l'ensemble                         |
| 22 | I’d Rather Be Me               | Janis et l'ensemble                          |
| 23 | Fearless (Reprise)             | Cady                                         |
| 24 | Do This Thing                  | Cady, Sharon, Kevin, Mathletes et l'ensemble |
| 25 | I See Stars                    | Cady et toute la troupe                      |

## Album studio et singles
Les chansons du spectacle ont été enregistrées en studio par la distribution originale. L'album, intitulé Mean Girls: Original Broadway Cast Recording, a été publié le 18 mai 2018 sur les plateformes numériques et le 15 juin 2018 en version physique.
La version studio de la chanson I’d Rather Be Me, interprétée par Barrett Wilbert Weed, a été éditée en tant que single le 23 octobre 2018, avec la sortie d'un clip vidéo tourné spécialement pour l'occasion. Un remix par la DJ Sophie Francis a également été édité un peu plus tôt.
Le 7 décembre 2018, un single intitulé Rockin' Around the Pole a été publié sur les plateformes numériques. Cette chanson, interprétée par Erika Henningsen, Taylor Louderman, Ashley Park et Kate Rockwell, était à l'origine un numéro musical du spectacle lors de sa phase de développement. Elle fut supprimée de la version définitive mais un court extrait peut être entendu lors de la scène du spectacle de fin d'année. Elle a été publiée dans sa globalité en tant que cadeau de la troupe à son public pour les fêtes de fin d'année.
En avril 2020, un enregistrement live de Bossed Up, l'une des chansons qui étaient interprétées lors des représentations tests à Washington mais qui n'a pas été retenue dans la version finale du spectacle à Broadway, est dévoilé pour fêter les deux ans du spectacle à Broadway.

## Accueil

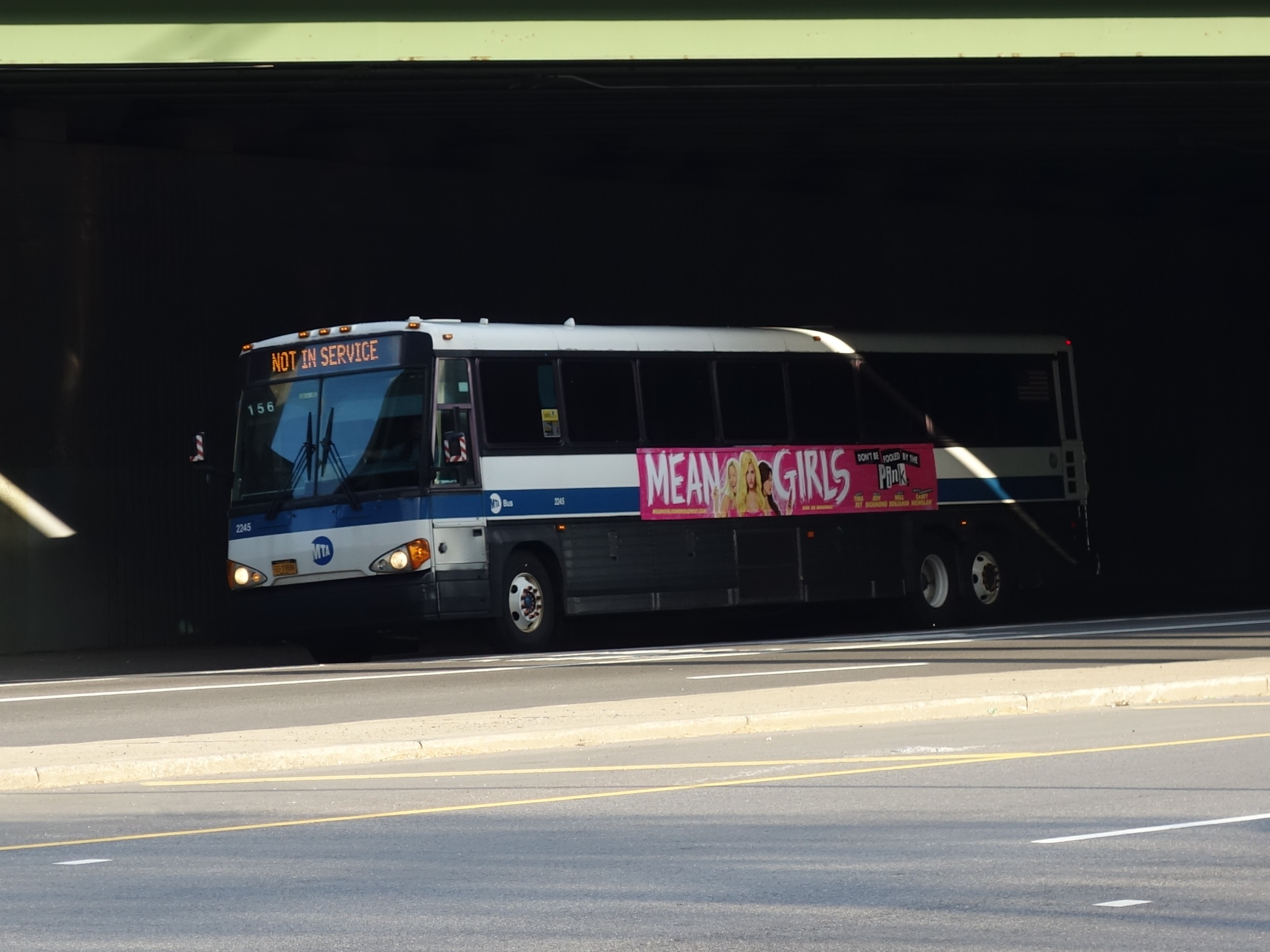
Bus avec une affiche pour la version originale de la comédie musicale à Broadway.

Le spectacle reçoit généralement des critiques positives et enthousiastes de la presse. Pour la critique, le spectacle est frais et c'est une bonne adaptation du film. Le fait que sur certains aspects, comme les répliques, elle soit plus osée que le film est une bonne chose d'après la critique. L'interprétation et l'ambiance sont également prisées.
Le spectacle est également un succès au box-office de Broadway. En sept représentation avant-premières, il avait déjà récolté plus d'un million de dollars.

## Distinctions

### Récompenses
- Helen Hayes Award 2018 : Meilleure production de passage pour les prestations avant-premières à Washington
- Drama Desk Awards 2018 : Meilleur livret de comédie musicale
- Outer Critics Circle Award 2018 : Meilleur livret de comédie musicale de Broadway ou Off-Broadway
- Chita Rivera Awards for Dance and Choreography 2018 : Meilleure troupe dans un spectacle de Broadway

## Versions scolaire
En septembre 2022, une version scolaire du spectacle est proposée à destination des écoles K–12 aux États-Unis et au Canada via l'agence de licence théâtrale Music Theatre International. En effet, aux États-Unis et au Canada, quand une école désire monter une production musicale durant l'année scolaire, elle peut louer les droits si elle souhaite jouer un spectacle existant, ce qui lui permet d'obtenir plusieurs outils pour monter plus facilement le spectacle, dont le livret. Généralement, les agences de licence proposent des versions modifiées, parfois plus courtes et avec des dialogues adaptés et retravaillés afin de pouvoir être jouées par des acteurs mineurs.
Intitulée Mean Girls: High School Edition, la version scolaire est identique à la version originale du spectacle. Les écoles peuvent donc décider de jouer le spectacle comme il a été écrit de base. Néanmoins, elles peuvent également décider de remplacer les dialogues les plus explicites par d'autres en respectant une liste de dialogues alternatifs rédigée par Tina Fey.
Une autre version en un seul acte, intitulée Mean Girls JR., à destination d'un public encore plus jeune, est également proposée par Music Theatre International. Contrairement à la High School Edition, cette version contient plus de modifications afin de s'adapter à des élèves beaucoup plus jeunes.

## Adaptation cinématographique
En janvier 2020, Tina Fey annonce qu'elle développe une adaptation cinématographique du spectacle. Produit par Paramount Pictures, producteur du film original, le film est sorti en 2024 au cinéma. Réalisée par Samantha Jayne et Arturo Perez Jr., cette adaptation est toujours écrite par Fey. Jeff Richmond et Nell Benjamin, qui sont derrière, respectivement, les musiques et les paroles de la comédie musicale, ont participé à la production du film et ont retravaillé leurs chansons pour ce dernier.
Reneé Rapp, qui a interprété le rôle de Regina dans la comédie musicale après le départ de Taylor Louderman et jusqu'à la fin du spectacle en mars 2020, reprend le rôle dans le film, tandis que Ashley Park, l'interprète originale de Gretchen, y fait un caméo.